# Leptostylopsis gundlachi
Leptostylopsis gundlachi es una especie de escarabajo longicornio del género Leptostylopsis, tribu Acanthocinini, familia Cerambycidae. Fue descrita científicamente por Fisher en 1925.

## Distribución
Se distribuye por Puerto Rico.

## Descripción
La especie mide 4,5-7 milímetros de longitud. El período de vuelo ocurre en los meses de marzo y julio.